# Condado de Saline (Arkansas)
El condado de Saline (en inglés: Saline County), fundado en 1835, es un condado del estado estadounidense de Arkansas. En el año 2000, tenía una población de 83 529 habitantes, con una densidad poblacional de 44.57 personas por kilómetro cuadrado. La sede del condado es Benton.

## Geografía
Según la Oficina del Censo, el condado tiene un área total de 1891 km² (730,1 mi²), de la cual 1873 km² (723,2 mi²) es tierra y 18 km² (6,9 mi²) es agua.

### Condados adyacentes
- Condado de Perry (noroeste)
- Condado de Pulaski (noreste)
- Condado de Grant (sureste)
- Condado de Hot Spring (suroeste)
- Condado de Garland (oeste)

### Ciudades y pueblos
- Bauxite
- Benton
- Bryant
- East End
- Haskell
- Hot Springs Village
- Salem
- Shannon Hills
- Traskwood
- Brooks
- Lakeside
- Owensville

## Mayores autopistas
- Interestatal 30
- Interestatal 530
- U.S. Highway 65
- U.S. Highway 67
- U.S. Highway 70
- U.S. Highway 167
- Carretera 5
- Carretera 9
- Carretera 35